# والاس لانجهام
والاس لانجهام (بالإنجليزية: Wallace Langham)‏ مواليد 11 مارس 1965 في فورت وورث، تكساس، الولايات المتحدة، هو ممثل أمريكي بدأ مسيرته الفنية عام 1985.

## الأعمال

### أفلام
- سي اس آي:التحقيق في موقع الجريمة
- اكبح حماسك
- ملكة جمال أطفال سنشاين
- مونك
- الشبكة الاجتماعية
- هتشكوك

## روابط خارجية
- والاس لانجهام على موقع IMDb (الإنجليزية)
- والاس لانجهام على موقع ألو سيني (الفرنسية)
- والاس لانجهام على موقع أول موفي (الإنجليزية)
- والاس لانجهام على موقع قاعدة بيانات الأفلام السويدية (السويدية)
- والاس لانجهام على موقع إن إن دي بي (الإنجليزية)
- والاس لانجهام على موقع قاعدة بيانات الفيلم (الإنجليزية)
- والاس لانجهام على موقع كينوبويسك (الروسية)